# Без страха
«Без страха» — советский фильм 1971 года режиссёра Али Хамраева, снятый на киностудии «Узбекфильм». Второй фильм историко-революционной трилогии режиссёра состоящей из фильмов: «Чрезвычайный комиссар» (1970) — «Без страха» (1971) — «Седьмая пуля» (1972).

## Сюжет
В основе фильма — реальные события: развёрнутая коммунистами кампания худжум против угнетения женщин Востока.
Разве бы мы смогли любоваться лицом Джоконды, если бы её лицо было скрыто сеткой!
1927 год, Средняя Азия, Узбекская ССР. Председатель сельсовета Кадыр борется с пережитками прошлого и религиозными предрассудками, призывая женщин кишлака сбросить паранджу — позорное наследие прошлого, свидетельство неравенства, унижающее женщину.
Но женщины кишлака запуганы всё ещё уверенно чувствующими себя баями, которые не желают менять удобный для них уклад и прикрываются религиозными предписаниями. Боится открыть лицо и жена Кадыра Гульсара, опасаясь гнева религиозного отца, хотя даже местный имам встаёт на сторону Кадыра, говоря, что Аллах не хочет унижений женщины. Ставящих агитспектакль артистов избивают басмачи.
Первой в кишлаке сбрасывает паранджу комсомолка Кумри — за что религиозные фанатики зверски убивают её.
Кадыр с приехавшим из райцентра от партии Усубалиевым решает организовать снятие паранджи всеми женщинами кишлака одновременно, в день митинга по поводу проходящего через кишлак автопробега. Но по кишлаку проходит слух, что баи решили не допустить этого — первая же снявшая паранджу женщина будет убита, и Гульсара, понимая, что тогда виновным объявят её мужа, первой снимает паранджу на митинге… Прятавшийся на крыше фанатик стреляет в неё, но пуля попадает в её отца. В завязавшейся перестрелке гибнет коммунист Усубалиев, и одна из женщин кишлака, сняв с себя паранджу, укрывает его. За ней и остальные женщины снимают закрывающие их лица чёрные сетки, бросая их в костёр, разожжённый Кадыром.

Фильм открывается сценой, длящейся всего 35 секунд, но эти 35 секунд потрясают зрителя. В них вмещается больше чувств и правды, чем содержат все работы большинства кинематографистов вместе взятые. Красноармеец бежит с красным флагом и ведет вперед, сквозь пыль и ветер, группу мусульманок в бурках. Он спотыкается, оглядывается назад на женщин, но снова бежит вперед. Они все неуклонно движутся в кадре фильма вперед…

В другой поразительной сцене фильма молодая учительница-коммунист пришла в деревню, и организует свой первый урок. В комнате сидит множество местных женщин и девушек. Учительница поставила на классную доску три больших портрета: Надежда Крупская, Роза Люксембург и… Мона Лиза. Замечательно! Мы сразу же понимаем, какую культуру несет отсталым народам Октябрьская революция.— World Socialist Web Site, 2015 год

## В ролях
- Рустам Сагдуллаев — Кадыр Каримов
- Якуб Ахмедов — Ишан
- Болот Бейшеналиев — Усубалиев, партийный работник из райцентра
- Тамара Шакирова — Гульсара
- Дилором Камбарова — Кумри
- Хикмат Латыпов — Ибрагим
- Хамза Умаров — Нормат
- Шухрат Иргашев — командир красноармейского взвода
- Раджаб Адашев — Юсуп
- Анвар Кенджаев — Ахмед

Также в фильме снимались: Бахтиёр Ихтияров, Эргаш Каримов, Мехри Абдуллаева, Хикмат Гулямов, Учкун Рахманов, Джамал Хашимов, Саиб Ходжаев, Машраб Юнусов и другие.

### Дополнительно
Фильм — дебютная работа будущей актрисы, а тогда 14-летней школьницы Дилором Камбаровой, которую режиссёр случайно увидел в пионерлагере. При этом в следующем фильме своей трилогии — «Седьмая пуля» режиссёр дал актрисе уже главную роль, и тем самым в образе Айгуль как бы «воскресил» погибшую в фильме «Без страха» комсомолку Кумри.

## Критика
Киновед С. А. Лаврентьев отнёс фильм к жанру красного вестерна, отнеся его к лучшим в творчестве режиссёра Али Хамраева:

Замечательная лента «Без страха», выпущенная непосредственно перед «Седьмой пулей», доказали его право именоваться выдающимся режиссёром, тонко чувствующим природу кинематографической образности.
Критикой отмечалось, что несмотря на предсказуемость для зрителя сюжета и финала фильма, разворачивающееся на экране действие не теряет интереса:

Признаюсь откровенно: к началу второй части все казалось мне ясным. И о чем пойдет речь (борьба за раскрепощение женщин востока), и основные перипетии сюжета (Кумри или Гульсара снимут паранджу и будут убиты), и даже чем все это кончится… Подумалось даже: какой, собственно, смысл ещё раз воссоздавать на экране много раз показанное, известное, тем более что в необходимости снять паранджу сегодня вряд ли нужно кого убеждать. Однако по мере развертывания повествования события и люди, о которых идет речь, все больше и больше привлекают внимание, захватывают, заставляют переживать и волноваться.— Кинокритик Михаил Белявский, «Спутник кинозрителя», сентябрь 1972 года
По мнению киноведа В. П. Филимонова в фильме (как и во всей трилогии, сосценаристом последнего фильма которой был Андрей Кончаловский), чувствуется влияние на режиссёра его сокурсника по ВГИКу Кончаловского, и заметен стиль мастерской Г. Рошаля, в которой они оба обучались:

Нравственный пафос «Первого учителя», впитавшего этику Платонова и Куросавы, заявляет о себе во весь голос в фильме Хамраева «Без страха».